# 1926 год в истории железнодорожного транспорта
1926 год в истории железнодорожного транспорта

## События
- Принято решение о строительстве Турксиба.
- 6 июля на пригородном участке Баку — Сабунчи — Сураханы, протяжённостью 19 км, введена электрическая тяга (постоянный ток, напряжением 1200 В), что положило начало электрификации советских железных дорог.[1]

## Новый подвижной состав
- В СССР создан четырёхосный изотермический вагон и тепловоз ЩЭЛ1 с электрической передачей по проекту Я. М. Гаккеля.[1]
- В Германии построен тепловоз Ээл2 с электрической передачей по проекту, разработанному группой инженеров под руководством Ю. В. Ломоносова.[1]
- В США начался серийный выпуск паровозов PRR M1.
- В Австрии на заводах Lokomotivfabrik Floridsdorf, Wiener Neustädter Lokomotivfabrik, Lokomotivfabrik der StEG начался выпуск паровозов типа 478.
- В СССР на Путиловском и Луганском заводах освоен выпуск паровозов серии М.
- В Германии начат выпуск паровозов BR 01.

## Персоны

### Скончались
- 24 ноября Красин, Леонид Борисович — советский государственный и партийный деятель.